# 勇気100%
「勇気100%」（ゆうきひゃくパーセント）は、光GENJIの21枚目のシングル。1993年5月13日（木曜日）にポニーキャニオンから発売された。

## 概要
アニメ『忍たま乱太郎』の主題歌として発表された。光GENJIの7人で歌うバージョンの使用は第1期の1年（1993年から1994年まで）で終了し、1994年から2002年までは光GENJI SUPER5（5人編成）の歌唱によるものが使用された。2000年4月に本編は作画方式をセル画のフィルム撮影からデジタルアニメーションに移行したが、当時のアニメーションは翌2002年までセル画の映像のまま使用された。ただし、テロップについてはデジタル制作に移行後はデジタル用のものに変更されている。絵コンテは小原秀一
なお、光GENJI SUPER5およびHey! Say! JUMPによるフルサイズ版はどのCDにも未収録である。
その後、下記のカバー曲の項目に示すように、オリジナル版の歌手と同じジャニーズ事務所所属のグループによりいくつかのカバーが発売されており、全て『忍たま乱太郎』の主題歌として25年以上にわたり使用され続けている。
一部のバージョン（2002・2010・2012・2016）では本作では存在するイントロ冒頭部が省略されている。
光GENJIは本曲で第44回NHK紅白歌合戦に出場し、これがグループとして最後の出場となった。
カップリング「微笑みをあずけて」は「勇気100％」と同じ曲に別歌詞をつけスローテンポにしたもの。「勇気100%」がテレビで披露される際、冒頭は「微笑みをあずけて」で途中からメドレー形式で「勇気100%」に移る演出が多くなされた。

## 記録
グループの絶頂期を過ぎた時期に発表された楽曲であるためオリコンシングルチャートでは最高7位にとどまったが、前述のとおりアニメでの使用が長期間に及んだこともあり幅広い世代に認知されている。マーチにアレンジしたバージョンのCDも発売されており、幼稚園や小学校の運動会の行進曲やダンスの題材に使われることも多い。
2019年3月1日には、ソニー・ミュージックエンタテインメントのアニメソング人気投票キャンペーン「平成アニソン大賞」においてアーティストソング賞（1989年 - 1999年）に選出された。
売上枚数は、公称で10,9万枚。

## オリジナル版収録曲
- 全作詞：松井五郎　作曲・編曲：馬飼野康二

1. 勇気100% [4:13]
  - NHK総合テレビアニメーション『忍たま乱太郎』オープニングテーマ
  - TVサイズとフルサイズではアレンジが若干異なる。
2. 微笑みをあずけて [3:22]
  - NHK総合テレビアニメーション『忍たま乱太郎』挿入歌
3. 勇気100%（MINUS LEAD VOCAL KARAOKE）[4:13]
4. 微笑みをあずけて（MINUS LEAD VOCAL KARAOKE）[3:20]

## 参加ミュージシャン
| 勇気100% - Keyboards：馬飼野康二 - E.Guitar：松下誠 - Trumpet：エリック宮城 - Trombone：新井英治 - Saxophone：つづらのあつし - Chorus：曳田修, 鈴木弘明 | 微笑みをあずけて - Keyboards：馬飼野康二 - E.Bass：川嶋一久 - E.Guitar：松下誠 - Chorus：曳田修, 鈴木弘明 |

## カバーしたアーティスト
- 忍たま乱太郎の主題歌として使用されたもの（括弧内は使用されていた時期）
  - Ya-Ya-yah「勇気100%・2002」（2002年4月 - 2009年3月）
  - Hey! Say! JUMP「勇気100%・2009」（2009年4月 - 2010年3月）
  - NYC「勇気100%・2010」（2010年3月29日 - 2012年3月30日）
  - Sexy Zone「勇気100%・2012」（2012年4月2日 - 2016年4月1日）
  - ジュニア Boys「勇気100%・2016」（2016年4月4日 - 2022年4月1日）
  - ジャニーズJr.「勇気100%・2022」（2022年4月4日 - ）
  - なにわ男子「勇気100%・2024」（『劇場版 忍たま乱太郎 ドクタケ忍者隊最強の軍師』テーマ曲）[2]
- それ以外のバージョン
  - 乱太郎（高山みなみ）、きり丸（田中真弓）、しんベヱ（一龍斎貞友）、土井半助（関俊彦）、ヘムヘム（松尾銀三）「勇気100% 忍たまマーチング・ヴァージョン」（『忍たま乱太郎 オリジナル・サウンドトラック 其ノ参』収録）
  - 高山成孝、NHK東京児童合唱団（日本コロムビア版カバー）
  - タンポポ児童合唱団（キングレコード版カバー）
  - 新座市立第三中学校合唱部（光文書院『みんなのうた』CD-BOX(2)、2002年11月18日発売『子供の歌(2) みんなではばたけ』（キープ／日本クラウン、CD：TCD-502／カセット：TMC-502）収録）
  - Romi（アルバム『あのうた2』収録）
  - M8 スーパー吹奏楽団（アルバム『ベスト吹奏楽! 〜アニメ・ソング編〜』収録）
  - 辻希美（アルバム『みんなハッピー！ママのうた』収録）
  - SCANDAL（『忍たまSCA太郎』名義）（ライブ「BEST☆Xmas4（2012）」にて披露）
  - マキシマム ザ ホルモン（ライブ「AIR JAM 2012」にて披露）
  - A.B.C-Z（ライブDVD『Johnny's Dome Theater〜SUMMARY2012〜 A.B.C-Z』にてBGMはNYC版の流用。）
  - 柿原徹也（アルバム『百歌声爛 男性声優編』収録）
  - 巽悠衣子（アルバム『新・百歌声爛II 女性声優編』収録）
  - 下関少年少女合唱隊（教育芸術社から発売のアルバム『3訂版 歌はともだちCD下巻』収録）
  - すずかけ児童合唱団 勇気100%（合唱ヴァージョン）『忍たまファミリー・ベストセレクション』収録
  - King & Prince（NHK教育テレビ『Eテレ60 Eうた♪ココロの大冒険』にて披露、2019年1月1日放送。BGMはNYC版の流用。）[3]。
  - セックスマシーン（ミニアルバム『いい人どまり』収録）